# Möte i Toscana
Möte i Toscana (fransk originaltitel Copie conforme) är en fransk långfilm från 2010 av den iranske regissören Abbas Kiarostami. I huvudrollerna syns Juliette Binoche och den engelske operasångaren William Shimell.
Vid filmfestivalen i Cannes, där filmen hade premiär, erhöll Juliette Binoche priset Prix d'interprétation féminine för "Bästa kvinnliga skådespelare".

## Handling
Filmen utspelar sig i Toscana. En engelsk författare (Shimell) och en fransk antikhandlare (Binoche) träffas vid en boksignering där han signerar ett antal böcker åt henne som hon köper. Senare träffas de i hennes affär, och därifrån går de ut på stan och försöker lära känna varandra bättre.  